# Unterseeboot 847
Le Unterseeboot 847 (ou U-847) est un sous-marin allemand utilisé par la Kriegsmarine pendant la Seconde Guerre mondiale.

## Historique
L'U-847 reçoit sa formation de base dans la 4. Unterseebootsflottille à Stettin en Allemagne jusqu'au 30 juin 1943, où il rejoint la formation de combat la 12. Unterseebootsflottille à Bordeaux en France.
L'U-847 a été coulé le 27 août 1943 dans l'Atlantique nord dans la Mer des Sargasses à la position géographique de 28° 19′ N, 37° 58′ O par des torpilles Mk24 FIDO lancées d'avions Grumman TBF Avenger et F4F Wildcat de l'escadron VC-1 du porte-avions d'escorte américain USS Card.
Les 62 membres d'équipage meurent dans cette attaque.
Le U-847 était parti de Bergen le 29 juillet 1943 pour sa première mission de guerre.

## Affectations successives
- 4. Unterseebootsflottille du 23 janvier 1943 au 30 juin 1943
- 12. Unterseebootsflottille du 1er juillet 1943 au 27 août 1943

## Commandement
- Kapitänleutnant Friedrich Guggenberger du 23 janvier 1943 au 1er février 1943
- Kapitänleutnant Jost Metzler du 1er février 1943 au 30 juin 1943
- Kapitänleutnant Herbert Kuppisch du 1er juillet 1943 au 27 août 1943

## Navires coulés
L'U-847 n'a ni coulé, ni emdommagé aucun navire au cours de son unique patrouille.

## Sources
- (en) « U-847 », sur Uboat.net